# Morenia petersi
Espèce
Synonymes
- Batagur petersi Anderson, 1879

Statut de conservation UICN

 VU A1cd+2d : Vulnérable
Statut CITES
Morenia petersi est une espèce de tortues de la famille des Geoemydidae.

## Répartition
Cette espèce se rencontre :
- en Inde dans les États d'Assam, du Bihar, du Uttarakhand, d'Uttar Pradesh et du Bengale-Occidental ;
- au Bangladesh ;
- au Népal.

## Étymologie
Cette espèce est nommée en l'honneur de Wilhelm Peters.

## Publication originale
- Anderson, 1879 "1878" : Anatomical and Zoological Researches: Comprising an Account of the Zoological Results of the Two Expeditions to Western Yunnan in 1868 and 1875; and a Monograph of the Two Cetacean Genera Platanista and Orcella, London, Bernard Quaritch vol. 1 (texte intégral) et vol. 2 (texte intégral)..